# Musulmedia
Musulmedia es la denominación del principal holding empresarial del mundo musulmán, que reúne importantes corporaciones del ámbito de las nuevas tecnologías y la comunicación audiovisual. Cadenas como Al-Jazeera o empresas como Fly Emirates participan de este gigante empresarial. Su principal sede está en la ciudad de Dubái, pero tiene otras importantes oficinas en París, Nueva York o Kuala Lumpur.